# Jan Tecl
Jan Tecl (* 27. září 1963 Havlíčkův Brod) je český politik, ekonom a podnikatel, od roku 2018 senátor za obvod č. 44 – Chrudim, v letech 2016 až 2020 zastupitel Kraje Vysočina, od roku 2006 zastupitel, v letech 2006 až 2010 radní a v letech 2010 až 2022 starosta města Havlíčkův Brod, člen ODS.

## Život
Po absolvování gymnázia pracoval u okresní správy spojů. V roce 1989 získal své první živnostenské oprávnění, předmětem podnikání bylo pořizování videozáznamů. Po vstupu do komunální politiky se přihlásil ke studiu oboru veřejná správa na Vysoké škole CEVRO Institut.
Jan Tecl je rozvedený, má syna Jana. Žije ve městě Havlíčkův Brod. Mezi jeho záliby patří cestování a šachy, dříve hrával ochotnické divadlo.

## Politické působení
Od roku 2004 je členem ODS. V komunálních volbách v roce 2006 byl zvolen zastupitelem města Havlíčkův Brod a v listopadu 2006 se stal radním města. V červnu 2010 byl zvolen starostou města, když předchozí starostka Jana Fischerová na svou funkci rezignovala, jelikož se stala poslankyní. Obě funkce (zastupitele a starosty) obhájil i ve volbách v roce 2010, 2014 a 2018. V komunálních volbách v roce 2022 kandidoval do zastupitelstva Havlíčkova Brodu z 2. místa kandidátky ODS. Vlivem preferenčních hlasů však skončil první, a obhájil tak mandát zastupitele. Starostou města však již zvolen nebyl. Dne 17. října 2022 se novým starostou města stal Zbyněk Stejskal.
V krajských volbách v roce 2012 kandidoval za ODS do Zastupitelstva Kraje Vysočina, ale neuspěl. Krajským zastupitelem se stal až ve volbách v roce 2016. Na kandidátce byl původně na 10. místě, ale vlivem preferenčních hlasů skončil nakonec čtvrtý. Ve volbách v roce 2020 mandát obhajoval, ale neuspěl.
Neúspěšně kandidoval ve volbách do Poslanecké sněmovny PČR v letech 2010 a 2013. Ve volbách do Poslanecké sněmovny PČR v roce 2017 byl lídrem ODS v Kraji Vysočina, ale neuspěl.
Ve volbách do Senátu PČR v roce 2018 kandidoval za ODS, hnutí STAN a STO v obvodu č. 44 – Chrudim. Se ziskem 15,44 % hlasů vyhrál první kolo voleb a ve druhém kole se utkal s lidovcem Danielem Hermanem. Toho porazil poměrem hlasů 63,89 % : 36,10 % a stal se senátorem.
V Senátu je členem Senátorského klubu ODS a TOP 09, Výboru pro vzdělávání, vědu, kulturu, lidská práva a petice, Mandátového a imunitního výboru, Stálé komise Senátu pro sdělovací prostředky, je rovněž předsedou Volební komise.
Ve volbách do Senátu PČR v roce 2024 obhajoval za ODS mandát senátora v obvodu č. 44 – Chrudim za koalici, kterou tvoří ODS, KDU-ČSL, TOP 09, hnutí STAN a hnutí STO. Jeho kandidaturu rovněž podpořila strana SNK ED. V prvním kole vyhrál, když získal 30,97 % hlasů. Ve druhém kole se utkal s členem hnutí ANO Vladimírem Slávkou, kterého porazil poměrem hlasů 52,00 % : 47,99 %, a zůstal tak senátorem.